# Heideck (Büchlberg)
Heideck ([ˈhaɪ̯dɛk] ⓘ) ist ein Gemeindeteil von Büchlberg im niederbayerischen Landkreis Passau.
Die Einöde hat insgesamt 10 Einwohner.